# Oppiano di Apamea
Oppiano di Apamea (in greco: Ὀππιανός, Oppianòs) (Apamea o Pella, seconda metà II sec. – dopo il 212?) è stato un poeta greco antico, vissuto durante il regno di Caracalla.

## Biografia
Oppiano, nativo di Apamea in Siria, sarebbe vissuto durante il regno dell'imperatore Caracalla.
La sua opera, comunque, è spesso accreditata al precedentemente più noto Oppiano di Anazarbo in Cilicia; è possibile che il suo vero nome non fosse Oppiano e che divenne noto come tale dalla confusione dei due scrittori.

## Opere

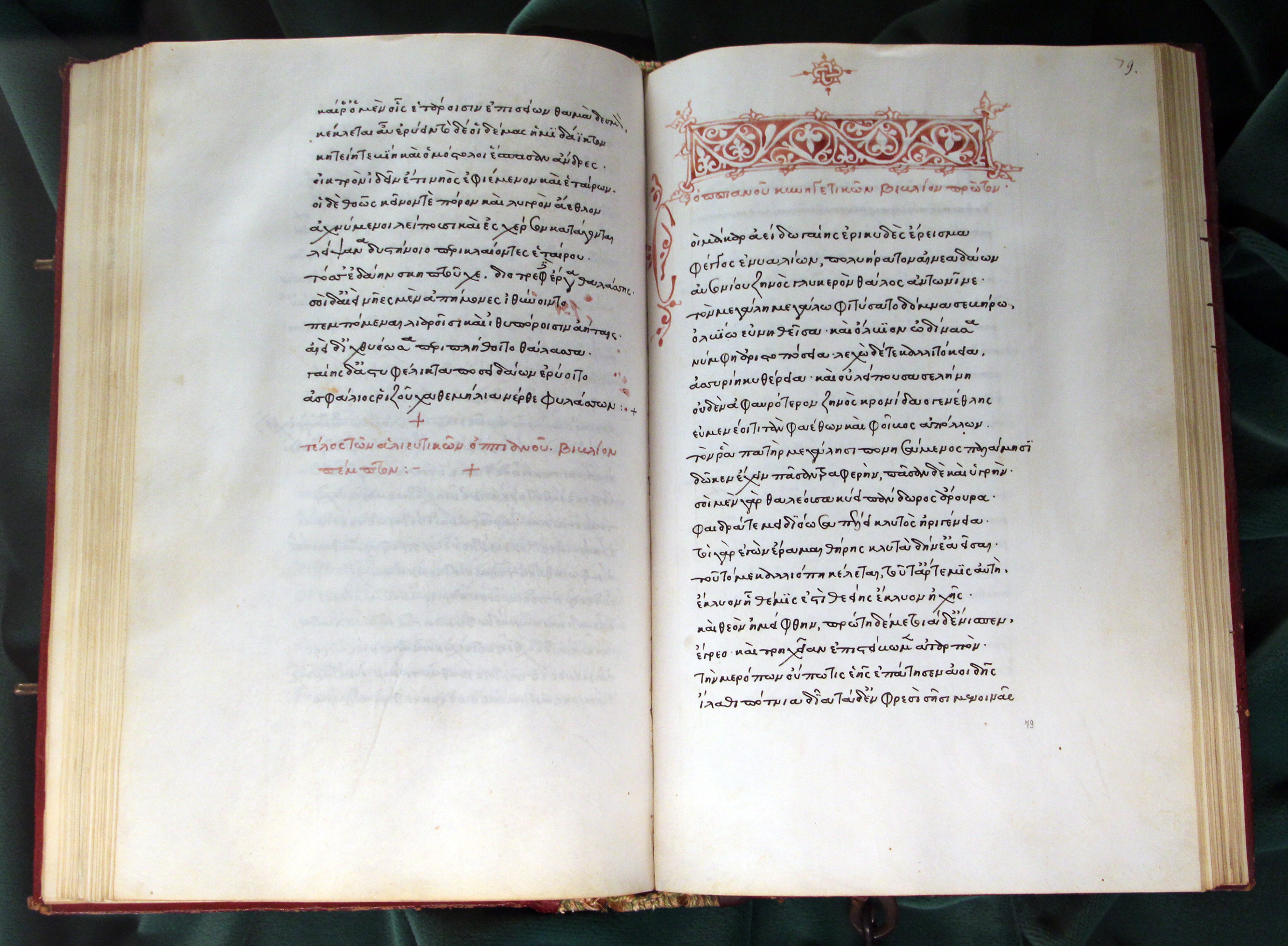
Incipit dei Cynegetica in un manoscritto veneziano del 1470 circa (Biblioteca Medicea Laurenziana, pluteo 86.21)

Ad Oppiano è attribuito, nei manoscritti, un poema in quattro libri sulla caccia (Cynegetica), dedicato a Caracalla, verosimilmente dopo il 211.
L'opera, di 2144 versi esametri, inizia, nel libro I, dopo il topico proemio, con la descrizione del cacciatore ideale, della sua attrezzatura e dei cani da caccia. Nel libro II il poeta si cimenta con la descrizione di svariati animali cacciabili con il cane: toro, cervo, antilope, gazzella, capra e pecora, elefante, rinoceronte, pantera, gatto, scoiattolo, riccio e toporagno, scimmia. La descrizione continua nel libro III, che si apre con un secondo proemio: leone, leopardo, lince, orso, asino, cavallo, lupo e iena, tigre, cinghiale, porcospino, volpe, giraffa. Infine, nel libro IV , un proemio conclusivo apre la descrizione sulla caccia ai leoni, leopardi, orsi, gazzelle e volpi.
Il poema presenta una sovrabbondanza di similitudini che, spesso, assumono un tono quasi grottesco; inoltre risulta incompiuta, arrestandosi dopo alcune informazioni sulla sagacia delle volpi.
L'opera ebbe la sua editio princeps nel 1517 presso Aldo Manuzio a cura di Lorenzo Lippi da Colle; questa aldina conteneva anche gli Halieutica di Oppiano di Anazarbo. Sempre congiuntamente a quest'ultima ricevette la prima traduzione italiana in versi, da parte di Anton Maria Salvini, a Firenze nel 1728.
Sempre a Oppiano di Apamea si doveva forse un poema sulla caccia con il vischio, gli Ixeutikà in 3 libri, di cui resta solo una parafrasi in prosa composta da un certo Eutecnio in età medievale.